# Pirámide (montaña)
El Pirámide, también llamado Pirámide de Garcilaso o Pirámide de Garcilazo, es una montaña en la Cordillera Blanca en los Andes centrales de Perú, tiene aproximadamente 5,885 metros de altura (19,308 pies).
Se ubica en el distrito de Caraz dentro de la provincia de Huaylas en la región Ancash, así como también en la provincia de Yungay, dentro del distrito de Yanama. La montaña Pirámide se encuentra dentro del parque nacional Huascarán, al sureste de los nevados Caraz y Artesonraju, al norte del Chacraraju, y al final del valle de la laguna Parón.

## Ascensiones históricas

### Primera Expedición
Alemania: El 29 de mayo de 1957, los alemanes Günter Hauser, Bernhard Huhn y Horst Wiedmann logran alcanzar la cumbre por primera vez. Empezaron desde el campo morrena del Artesonraju cruzando el glaciar del nevado Parón para llegar a la base y luego subir por la cara noroeste de la montaña.